# Denis Menčov
Denis Nikolajevič Menčov (rusko Денис Николаевич Меньшов), ruski kolesar, * 25. januar 1978, Orjol, Sovjetska zveza.
Menčov je nekdanji ruski profesionalni kolesar, ki je tekmoval za ekipe Banesto, Rabobank, Geox–TMC in Team Katusha. Nastopil je na Poletnih olimpijskih igrah v letih 2004, 2008 in 2012, najboljšo uvrstitev je dosegel leta 2008 z 19. mestom v kronometru. Znan je bil kot vsestranski kolesar, ki se je lahko boril za skupni seštevek na dirkah Grand Tour, saj je bil dober tako na vzponih, kot tudi v kronometru. Leta 2003 je osvojil Belo majico za najboljšega mladega kolesarja na Dirki po Franciji, kjer je leta 2006 dosegel svojo edino etapno zmago, leta 2008 pa tretje mesto v skupnem seštevku. Uspešnejši je bil na Dirki po Španiji, ki jo je osvojil leta 2007 in leta 2005 zasedel drugo mesto v skupnem seštevku, dosegel je tudi pet etapnih zmag. Zmagal je tudi na Dirki po Italiji leta 2009 in dosegel tri etapne zmage, leta 2004 pa zmagal še na Dirki po Baskiji. Zaradi kršitve dopinških pravil glede biološkega potnega lista je leta 2014 prejel dvoletno prepoved nastopanja, po kateri ni več tekmoval, brisali so mu tudi skupno drugo mesto na Dirki po Franciji leta 2010.